# Bairro Alto
Pour les articles homonymes, voir Bairro.
 (août 2017).
- Si vous ne connaissez pas le sujet, laissez ce bandeau (vous pouvez alors contacter les auteurs).
- Si vous supprimez le contenu mis en cause (vous pouvez préalablement contacter les auteurs),

argumentez précisément cette suppression dans la page de discussion
(un manque de référence n'est pas un argument ; une recherche réelle de référence doit avoir été effectuée, être formellement documentée).

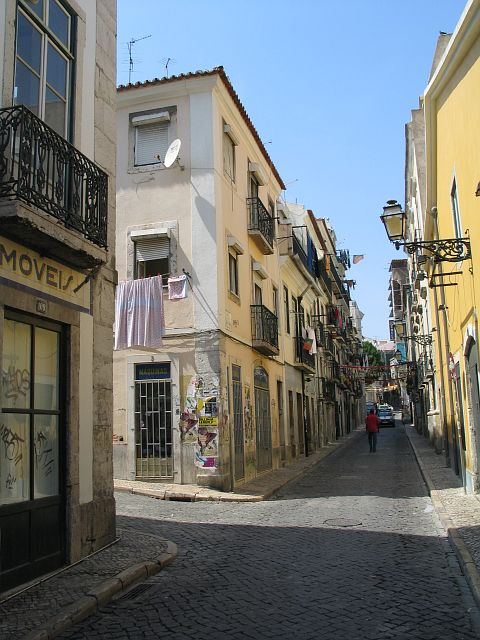
Bairro Alto de jour

Le Bairro Alto (littéralement Quartier Haut en portugais, autrefois appelé Vila Nova dos Andrades), est un quartier de Lisbonne structuré par des rues pavées, à proximité des quartiers du Carmo et du Chiado, composé de maisons vétustes et de petites boutiques.
Construit à la fin du XVIe siècle suivant un plan plus ou moins octogonal, le Bairro Alto est un des quartiers les plus pittoresques de la ville.
Le quartier, avec d'innombrables bars, restaurants, maisons de fado, est la zone la plus connue de la nuit lisboète depuis les années 1980, et constitue depuis le quartier alternatif de la ville. Ces 20 dernières années, il a acquis ainsi une vie propre et très caractéristique, où se croisent plusieurs générations à la recherche de divertissement nocturne. Une partie des bâtiments a été ou est en train d'être récupérée, afin de conserver la trace originale du quartier, tout en permettant l'installation de nouveaux et divers espaces commerciaux, allant des magasins multi-marques aux ateliers de tatouage et de piercing. Depuis peu, le quartier est également très prisé comme lieu d'habitation par une population jeune.